# Julián García Valverde
Julián García Valverde (Madrid, Espanya, 1946) és un polític espanyol que fou Ministre de Sanitat i Consum en el tercer govern de Felipe González.

## Activitat política
Membre del Partit Socialista Obrer Espanyol (PSOE) el març de 1991 fou nomenat Ministre de Sanitat i Consum en la remodelació de govern realitzada per Felipe González.
El gener de 1992 presentà la seva dimissió en veure's implicat en un escàndol conegut com a "cas RENFE", pel qual s'acusà a Valverde d'especulació immobiliària en la construcció de l'AVE Madrid-Sevilla mentre era president d'aquesta companyia entre 1985 i 1991. Finalment fou absolt d'aquestes acusacions per part de l'Audiència Provincial de Madrid l'any 2006.